# Oratoire Santa Maria della Fede

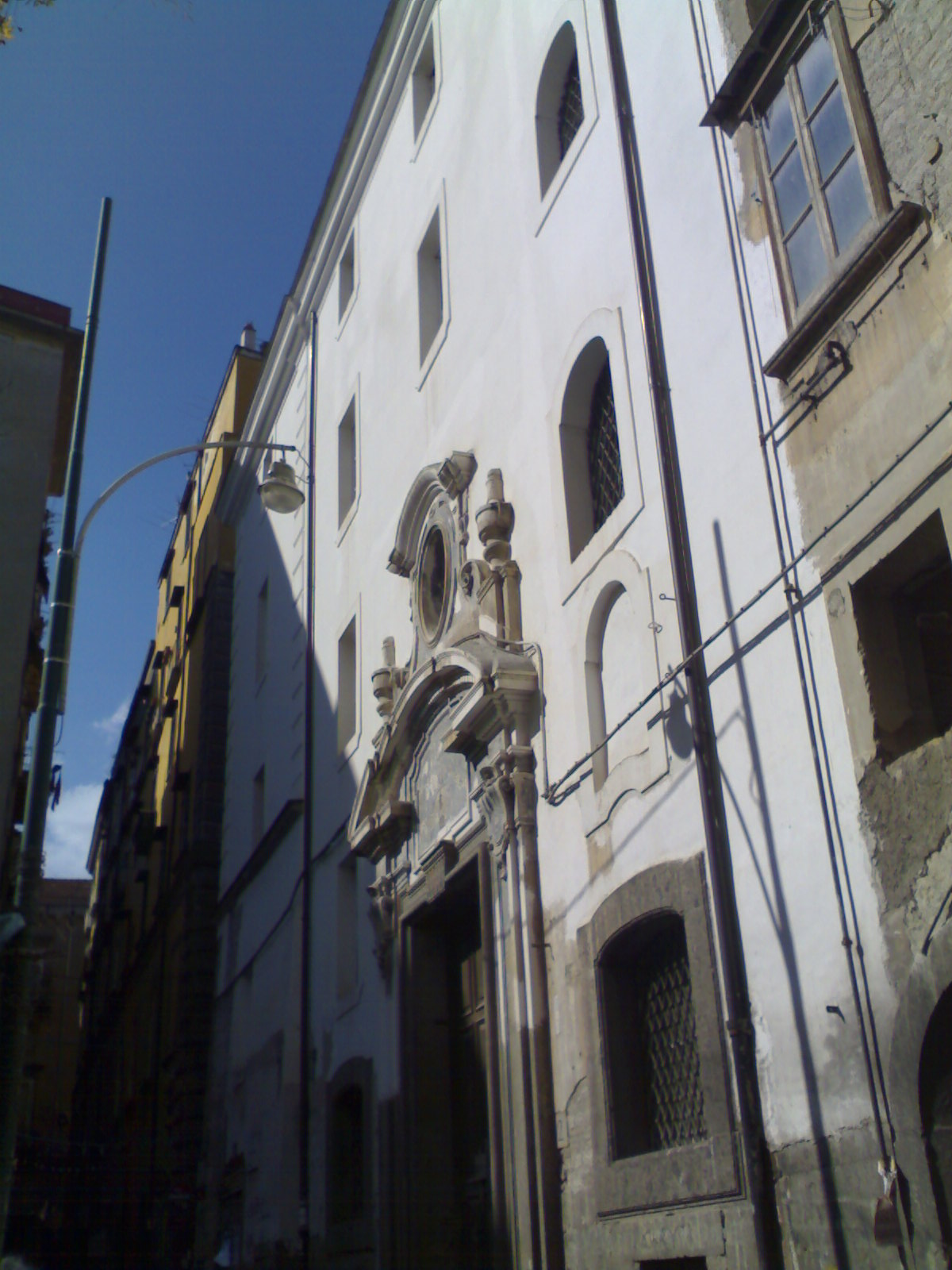
Façade de l'oratoire.

L'oratoire Santa Maria della Fede (Sainte-Marie-de-la-Foi) est un oratoire situé à Naples via Pallonetto a Santa Chiara. L'ensemble auquel il appartient est parfois nommé par les Napolitains Palazzo delle vecchiarelle (palais des petites vieilles).

## Histoire et description
L'oratoire  fait partie d'un ensemble architectural entièrement reconstruit vers 1700 à l'emplacement d'un ancien édifice du XVIe siècle. L'oratoire appartient à un édifice qui était destiné à accueillir des « femmes repenties » (c'est-à-dire des femmes de mauvaise vie) selon la volonté de la reine Marie-Amélie. La maison devient ensuite un hospice féminin, puis une maison d'accueil de femmes âgées.

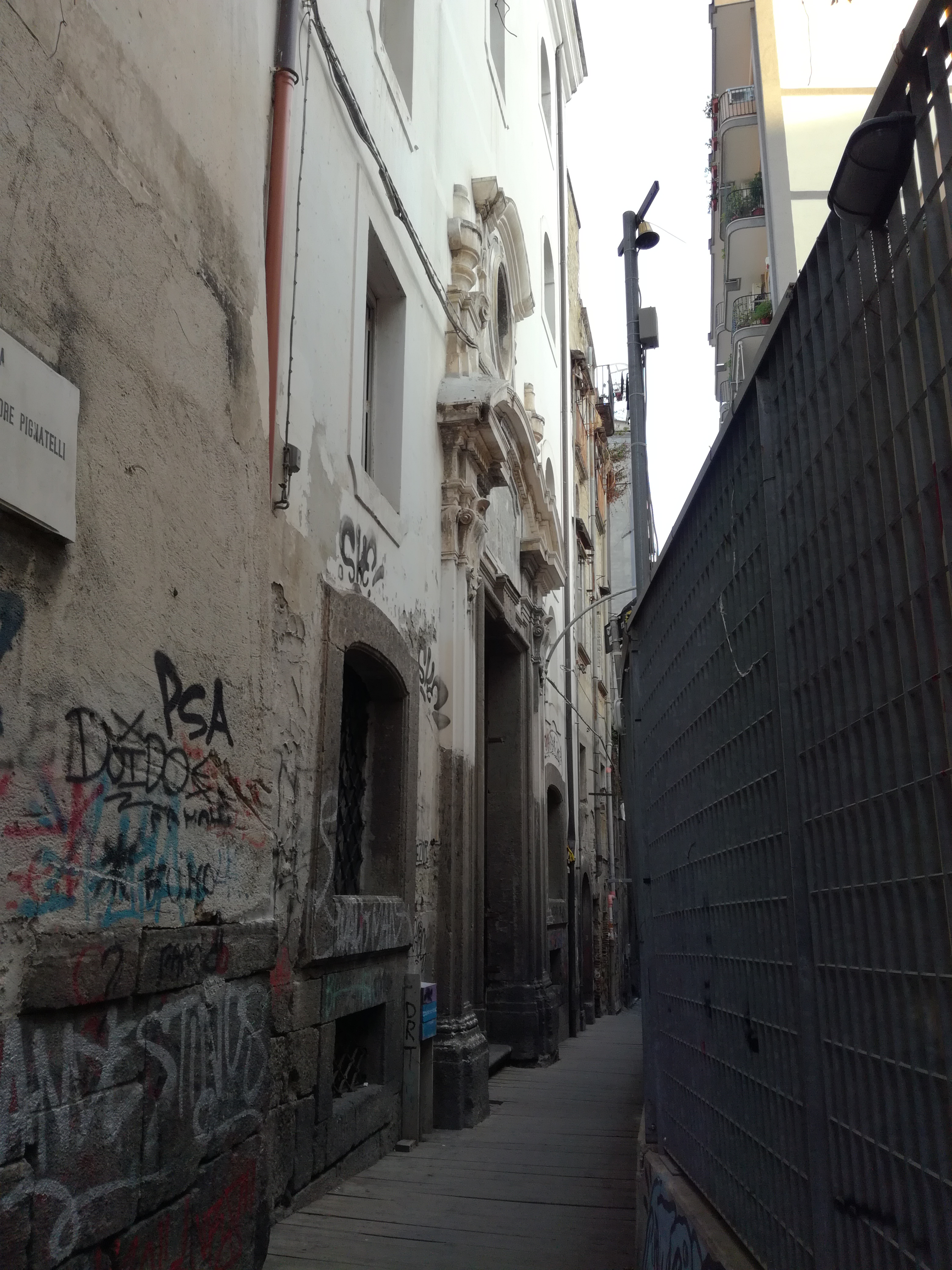
Rue menant accès à l'oratoire.

La façade donnant via Pallonetto a Santa Chiara est caractérisée par des fenêtres encadrées simplement en piperno et se termine par une corniche de cette même pierre volcanique. Le portail de l'église-oratoire donnant via San Giovanni Maggiore Pignatelli, est en piperno : il présente une décoration de marbre remarquable et il est surmonté d'un oculus de stuc.
Au numéro 5 de cette rue, l'on remarque une belle voûte du XVIIIe siècle disposée en exèdre.
La maison après avoir été divisée en appartements privés a été livrée à l'abandon pendant plusieurs décennies. L'ensemble est en cours de restauration et a ouvert au public en 2015, tandis qu'un concert de musique classique et une exposition d'artisanat ont ouvert les festivités.
Il est aujourd'hui géré par un collectif d'associations culturelles et citoyennes (Santa Maria Liberata).

## Source de la traduction
- (it) Cet article est partiellement ou en totalité issu de l’article de Wikipédia en italien intitulé « Oratorio di Santa Maria della Fede » (voir la liste des auteurs).